# 아반트 테크노

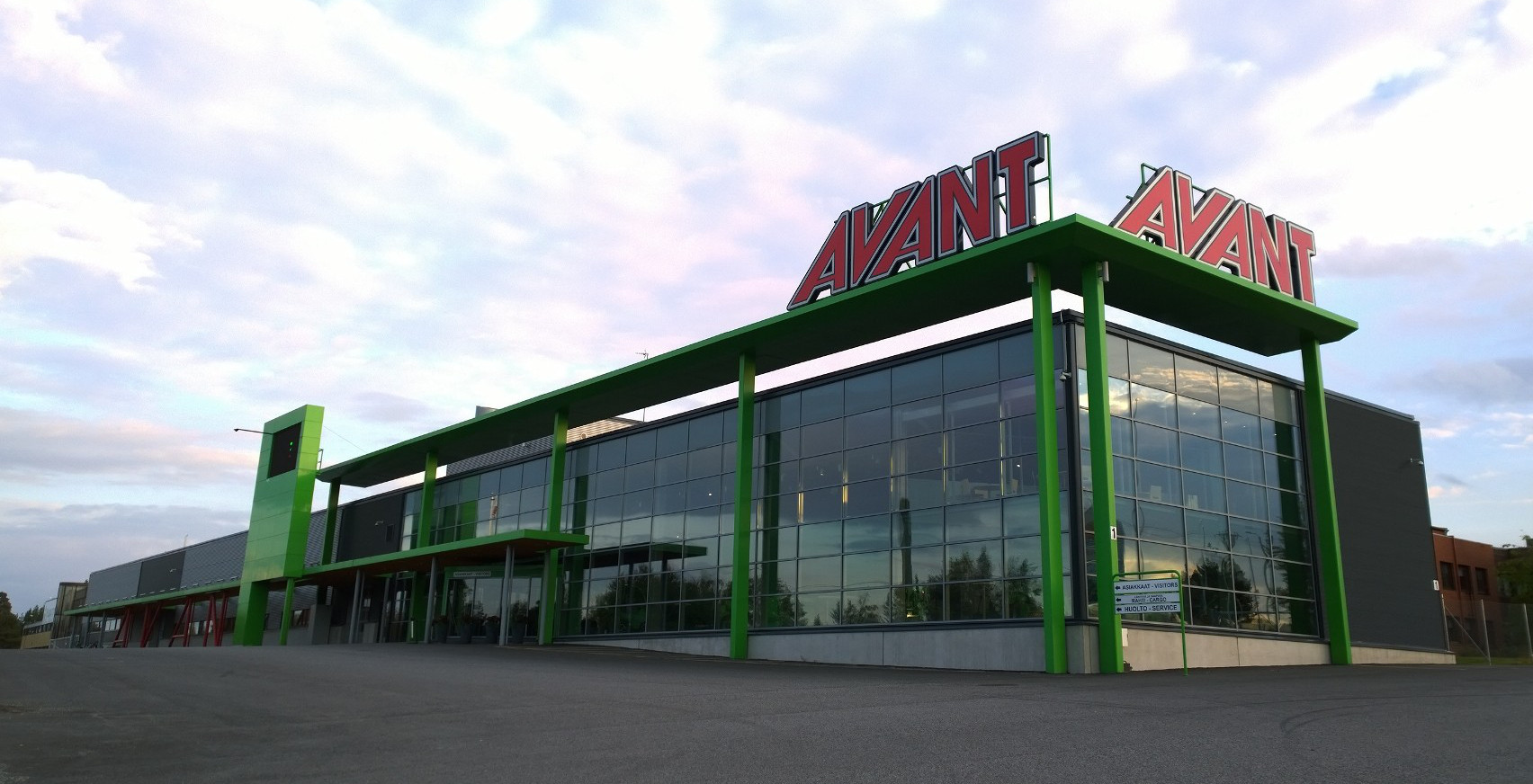
아반트 테크노 대리점

아반트 테크노(Avant Tecno)는 핀란드의 건설기계회사로 미니로더를 생산한다. 1991년에 설립되었다. 2011년 4월 26일에는 대한민국 경기도 시흥시에 아반트 코리아가 설립되었다.

## 제품
- e5/e6 전기차 로더
  - A220 / A225
  - A419 / A420
  - A525 LPG / A528
  - A635 / A640
  - A745 / A750
  - A760i / A755
  - R28 / R35